# Jerome Meyinsse
Jerome Dieu Donne Meyinsse (Baton Rouge, 18 de dezembro de 1988),  é um jogador de basquete estadunidense que joga na Argentina pelo San Lorenzo. 

## Carreira no College

### Estatísticas no College
| Ano      | Equipe   | PJ | MPJ  | FG%  | 3P%  | LL%  | RT  | AS  | BR  | TO | PPJ |
| -------- | -------- | -- | ---- | ---- | ---- | ---- | --- | --- | --- | -- | --- |
| 2006-07  | Virginia | 15 | 6.7  | .364 | .000 | .692 | 1.3 | 0.1 | 0.1 | .1 | 1.1 |
| 2007-08  | Virginia | 26 | 7.2  | .697 | .000 | .333 | 1.9 | 0.1 | 0.1 | .1 | 1.9 |
| 2008-09  | Virginia | 17 | 8.8  | .400 | .000 | .591 | 1.6 | 0.1 | 0.1 | .4 | 1.7 |
| 2009-10  | Virginia | 31 | 22.3 | .580 | .000 | .747 | 4.1 | 0.4 | 0.3 | .7 | 6.5 |
| Carreira |          | 89 | 12.7 | .568 | .000 | .783 | 2.5 | 0.3 | 0.2 | .4 | 3.4 |

## Estatísticas
| † | Denota temporadas em que equipe de Meyinsse ganhou um campeonato da NBB |
|   | Líder da liga                                                           |

### Temporada regular da NBB
| Ano               | Equipe            | PJ | MPJ  | FG%  | 3P%  | LL%  | RT  | AS | BR | TO  | PPJ  |
| ----------------- | ----------------- | -- | ---- | ---- | ---- | ---- | --- | -- | -- | --- | ---- |
| 2013–14†          | Flamengo          | 31 | 21.3 | .682 | .000 | .734 | 4.7 | .5 | .7 | 1.0 | 12.2 |
| 2014–15†          | Flamengo          | 29 | 25.5 | .631 | .500 | .674 | 5.5 | .8 | .9 | 1.1 | 11.2 |
| 2015–16†          | Flamengo          | 26 | 18.2 | .657 | .000 | .783 | 4.3 | .9 | .5 | 1.0 | 9.2  |
| Carreira          | Carreira          | 86 | 21.6 | .657 | .500 | .718 | 4.8 | .7 | .7 | 1.0 | 11.0 |
| Jogo das Estrelas | Jogo das Estrelas | 3  | -    | -    | -    | -    | -   | -  | -  | -   | -    |

### Playoffs da NBB
| Ano      | Equipe   | PJ | MPJ  | FG%  | 3P%  | LL%  | RT  | AS | BR | TO  | PPJ  |
| -------- | -------- | -- | ---- | ---- | ---- | ---- | --- | -- | -- | --- | ---- |
| 2014†    | Flamengo | 9  | 24.8 | .670 | .000 | .698 | 6.3 | .7 | .6 | .8  | 13.3 |
| 2015†    | Flamengo | 10 | 24.8 | .590 | .000 | .818 | 4.9 | .8 | .5 | 1.4 | 9.2  |
| 2016†    | Flamengo | 13 | 16.7 | .597 | .000 | .565 | 4.2 | .7 | .5 | .5  | 6.8  |
| Carreira | Carreira | 32 | 21.9 | .622 | .000 | .693 | 5.2 | .7 | .5 | 0.9 | 9.4  |

## Títulos
Flamengo
- Copa Intercontinental: 2014
- Liga das Américas: 2014
- Novo Basquete Brasil (NBB): 3 (2013-14, 2014-15 e 2015-16)
- Campeonato Estadual do Rio de Janeiro: 2013, 2014, 2015

## Prêmios e Homenagens
- NBB MVP das Finais: 2013-14